# Martin Henriksen
Martin Henriksen, né le 25 janvier 1980 à Tårnby, est un homme politique danois. Ancien membre du Folketing pour le Parti populaire danois, il est le président de La Nouvelle Droite de 2024 à 2025.

## Biographie
Martin Henriksen est élu au Folketing pour la première fois lors des élections législatives de 2005, sous l'étiquette du Parti populaire danois. Il est réélu à trois reprises, en 2007, 2011 et en 2015,,.
Il est candidat à un cinquième mandat mais échoue à être réélu lors des élections législatives de 2019, lesquelles marquent un net recul du Parti populaire danois.
En décembre 2021, il annonce sa candidature à la présidence du parti, après la démission de Kristian Thulesen Dahl à la suite des résultats des élections locales. Le 23 janvier 2022, il perd l'élection interne contre le député Morten Messerschmidt. Le 7 février, il annonce quitter la direction du parti pour protester contre Messerschmidt. Il quitte le parti quatre jours plus tard.
Après son départ du Parti populaire danois, il envisage de créer son propre parti, un projet qu'il abandonne en avril 2022. En juin 2023, il annonce finalement rejoindre La Nouvelle Droite.
En janvier 2024, la cofondatrice et leader historique de La Nouvelle Droite annonce quitter le parti et demander sa dissolution. Le mois suivant, Henriksen annonce briguer sa succession comme leader. Il est élu à la tête du parti le 17 avril.
Le 4 avril 2025, il annonce qu'il ne se représentera pas à la tête de La Nouvelle Droite lors du congrès du mouvement prévu à la fin du mois, et qu'il quittera alors la vie politique.